# Ouro-Dolé
Ouro-Dolé  est une localité de la ville de Maroua dans la Région de l'Extrême-Nord Cameroun, département du Diamaré. Elle est située dans la commune d’arrondissement de Maroua I.

## Historique
Ouro-Dolé est un quartier créé le 23 avril 2007 par le décret présidentiel. 

## Géographie
Le quartier Ouro-Dolé est un quartier dans l'arrondissement de Maroua I situé près des quartiers Domayo, Hardé et Pont Vert.

## Lieux populaires
Ouro-Dolé est approximatif de dent de Mindif(montagne) et l'aéroport international de  Maroua Salak.

## Population

### Activité
La population de Ouro-Dolé pratique l'agriculture de sorgho et l'élevage.

## voir aussi